# Rue de Phalsbourg
Rue de Phalsbourg è una via situata nel XVII arrondissement di Parigi, in Francia.

## Posizione e accesso
Si origina a partire dal civico 1 di Rue de Thann e termina in Place du Général-Catroux all'altezza del civico 11. Rue de Phalsbourg si trova nel quartiere di Plaine-de-Monceaux, vicino all'omonimo parco.

## Origine del nome
La via prese il nome della città alsaziana di Phalsbourg secondo le volontà dell'industriale/speculatore edilizio Antoine Herzog, originario dell'Alsazia-Lorena, il quale nel 1874 aveva acquistato alcuni terreni tra Parc Monceau, Rue d'Offemont (ora Rue Henri-Rochefort) e Place Malesherbes, ed aveva creato tre strade, una delle quali era quella che, nel 1879, in accordo con lo stesso Herzog, sarebbe diventata Rue de Phalsbourg.